# پیوند استخوان
پیوند استخوان (به انگلیسی: Bone Grafting) یکی از شایعترین عمل‌های جراحی رشته‌های مختلف پزشکی مثل ارتوپدی، ترمیمی، دندانپزشکی جراحی فک و صورت است که به وسیلهٔ آن بافت استخوانی از یک استخوان به استخوان دیگر پیوند زده می‌شود. هدف این عمل، کمک به ترمیم و جوش خوردگی یا پُر کردن فضای خالی در استخوان گیرنده است.
برای کاشت ایمپلنت دندان در نواحی بی دندانی که فک تحلیل استخوان شدید دارد از پیوند استخوان نیز استفاده می شود 

## سابقه
هرچند شواهد متعددی از عمل‌های جراحی بر روی استخوانها در مومیاییها و نوشته‌های پاپیروس مصری بدست آمده ولی یک نمونه بارز پیوند استخوان در جمجمه‌هایی است که نزدیک دریاچه سوان یافته شده و مربوط به ۲۰۰۰ سال قبل از میلاد مسیح بوده و در آن از استخوان حیوانات برای ترمیم جمجمه استفاده شده‌است.
در دوران جدید اولین گزارش پیوند مربوط به سال ۱۶۶۸ میلادی توسط وان‌میکرن* که از استخوان سگ به انسان پیوند زده است. پیوند استخوان انسان به انسان برای اولین با در سال ۱۸۲۰ توسط فن‌والتر* جراح آلمانی انجام شده‌است. یکی از کسانی که به‌طور گسترده در این زمینه کار کرده و مقاله‌هایی عرضه کرده، ویتوریو پوتی* جراح ایتالیایی ساکن بولون است، درستی بسیاری از مباحثی را که وی در مورد پیوند استخوان در سال ۱۹۱۲ مطرح کرده هنوز مورد قبول است.

## انواع
به‌طور معمول پیوندهای استخوانی را برحسب نوع دهنده، به انواع زیر تقسیم می‌کنند:
- اُتوگرافت*. دهنده و گیرنده خود فرد است یعنی از یکی از استخوانهای شخص پیوند برداشته می‌شود و به استخوان دیگر او پیوند گذاشته می‌شود. خصوصیت مهم این نوع پیوند ایمن بودن آن از نظر انتقال بیماری‌ها است. احتمال موفقیت آن بسیار زیاد است چون سرشار از سلول‌های خود شخص است و احتمال وازنش توسط سیستم ایمنی بدن وجود ندارد. تنها عیب آن اینست که نیاز به عمل جراحی محل برداشت دارد.
- آلوگرافت*.در این نوع پیوند از شخص دیگری تهیه شده‌است. معمولاً از جنازه تازه درگذشته یا از استخوان سالم شخص دیگر تهیه می‌شود و در بانک استخوان ذخیره می‌گردد. روش تهیه و نگهداری آن به صورت یخ‌زده تازه* یا یخ‌زده خشک* می‌باشد.
- زنوگرافت*.پیوند از گونه دیگری (از حیوانات) تهیه و به انسان منتقل می‌گردد. هرچند تاریخچه پیوند استخوان ابتدا با این روش شروع گردیده ولی امروزه از این روش، به ندرت استفاده می‌شود.
- موفوژنتیک پروتئین*. گروهی از فاکتورهای رشد هستند که در بافت‌های بدن موجود می‌باشند. بعضی از انواع آن مخصوص بافت استخوانی هستند که عامل اساسی در رشد و ترمیم این بافت می‌باشند. از این پروتئین‌ها که به صورت نوترکیبی ژنی تهیه می‌گردد، بجای پیوند استخوان بکار برده می‌شوند.
- مواد جایگزین*. از مواد جایگزین زیادی برای پیوند به قسمت‌های مختلف استخوان استفاده شده‌است. این مواد برای پُر کردن فضاهای خالی استخوان (مثلاً در عمل‌های جراحی کیست استخوان) کاربرد دارد. آن‌ها به صورت کلافه اسفنجی یا داربست عمل می‌کنند تا بتدریج سلول‌های استخوانساز از طرف گیرنده بداخل آن نفوذ کنند و پدیده استخوانسازی را پیش ببرند.از مواد مختلف طبیعی و صنعتی مثل مرجان، تری کلسیم فسفات، سرامیک و غیره استفاده شده‌است.[۱][۲][۳][۴]

## بیولوژی
برای موفقیت پیوند استخوان، لازم است سه خاصیت مهم در محل پیوند وجود داشته باشد، خواصی که ممکنست مربوط به استخوان پیوند شده یا گیرنده باشد. عمده این خواص عبارتند از:
1. رسانش استخوان*: خاصیتی است که استخوان پیوند شده بتواند به عنوان داربست در استخوان گیرنده جایگزین شود تا بافت استخوانی از اطراف آن نفوذ کرده و جایگزین پیوند گردد.
2. القاء استخوانسازی*: خاصیتی است که خود استخوان پیوند شده علاوه بر اینکه نقش داربست را ایفا می‌کند، دارای فعالیت استخوانسازی باشد.
3. وجود سلول‌های استخوانی و فاکتور رشد*: بافت پیوند شده دارای فاکتورهای رشد باشد.

اُتوگرافت تنها پیوندی است که هر سه خواص فوق را دارا می‌باشد.

## موارد استفاده
- جوش نخوردن شکستگی‌ها. بیشترین مورد استفاده پیوند استخوان در مواقعی است که شکستگی‌ها در موعد مقرر جوش نمی‌خورند. پیوند استخوان از نوع اتوگرافت باعث تشدید و برقراری جوش خوردگی می‌شود.
- تومورهای استخوان. در جراحی تومورهای استخوانی وقتی قسمت زیادی از استخوان برداشته می‌شود از پیوند آلوگرافت یا مواد جایگزین برای پُرکردن فضای خالی استفاده می‌شود.
- ستون فقرات. در اعمال جراحی ستون فقرات بخصوص برای ترمیم انحراف محور آن مثل کژپشتی و گوژپشتی از پیوند استخوان استفاده می‌شود.[۱]

## عوارض
در اُتوگرافت عوارض مربوط به محل براشت پیوند مانند هر عمل جراحی دیگر ممکنست اتفاق افتد، مانند احتمال خونریزی و عفونت و درد محل عمل. در آلوگرافت نیز چون پیوند از شخص دیگری تهیه شده احتمال انتقال بیماری از دهنده وجود دارد، هرچند با روش‌های جدید تهیه آلوگرافت احتمال وقوع آن بسیار اندک است.

## یادداشت
- ^ van Meekeren
- ^ Philips von Walter
- ^ Vittorio Putti
- ^ Autograft
- ^ Allograft
- ^ Fresh Frozen
- ^ Freeze-Dried
- ^ Xenograft
- ^ Bone Morphogenetic Protein
- ^ Synthetic Material
- ^ Osteoconduction
- ^ Osteoinduction
- ^ Osteoblast & Growth Factor